# Jacobus Gallus
Jacobus Gallus Carniolus (ook Jacob(us) Handl, Jacob(us) Händl, Jacob(us) Gallus, Sloveens: Jakob Petelin Kranjski) (Ribnica, 31 juli 1550 — Praag, 18 juli 1591) was een Sloveens componist en cisterciënzer monnik. Hij verwierf bekendheid met zijn sacrale muziek. 

## Werk
Gallus componeerde zestien missen, 374 motetten en 100 madrigalen. Zijn zesdelige Opus musicum uit 1577 bevat een aantal motetten ten behoeve van de liturgie voor feestdagen en de liturgie door het jaar. Zijn O magnum mysterium werd in 1586 gedrukt en bevat motetten vanaf de advent tot aan septuagesima (derde zondag voor de vastentijd). Het zijn achtstemmige werken die Venetiaanse invloed verraden, onder andere vanwege de gebruikte coro spezzato techniek: een dubbelkoor wordt hierin verdeeld in twee groepen.
Behalve de strenge polyfonie nemen de kleurige Venetiaanse koorstijl en moderne harmoniek een grote plaats in zijn werken in. Inspiratie putte Gallus uit het werk van de Henegouwse componist Orlando di Lasso, de Zwitser Ludwig Senfl en de Duitser Jobst von Brandt. Er is eveneens een werk bewaard dat een bewerking van een compositie van de Fransman Thomas Crecquillon is.

## Leven
Gallus werd geboren in 1550, meest waarschijnlijk in Ribnica in het Oostenrijkse kroonland Krain. Hij genoot mogelijk in zijn jeugd een opleiding in het Sloveense klooster van Stična, reisde later door Bohemen en Silezië en was in de tijd tot 1579 enige tijd gevestigd in de abdij van Melk in Neder-Oostenrijk. In 1574 werd hij genoemd als lid van de Weense hofkapel, terwijl Gallus tussen 1579 en 1585 kapelmeester van de bisschop van Olomouc was. Vanaf januari 1586 — of iets eerder — verbleef Gallus als cantor in Praag.
- Bibsys: 90054683
- Biblioteca Nacional de España: XX1014299
- Bibliothèque nationale de France: cb13894941v (data)
- CiNii: DA06849450
- Gemeinsame Normdatei: 118689363
- International Standard Name Identifier: 0000 0001 2022 8828
- Library of Congress Control Number: n82090816
- Nationale Bibliotheek van Letland: 000067066
- MusicBrainz: 0e3cc8e1-7bfe-4110-830e-dca6e8e6a999
- Nationale Bibliotheek van Tsjechië: jn19981001309
- Nationale bibliotheek van Australië: 35764945
- Nationale Bibliotheek van Israël: 987007262218005171
- Nederlandse Thesaurus van Auteursnamen: 072452854
- Istituto Centrale per il Catalogo Unico: LO1V137002
- LIBRIS: 54971
- SNAC: w65m76fj
- Système universitaire de documentation: 031966888
- Trove: 1077065
- Virtual International Authority File: 27251963
- WorldCat: E39PBJkpbcTMPkjByWWvWjxYyd